# 박대한 (1991년)
박대한(한국 한자: 朴大韓, 1991년 5월 1일 ~ )은 대한민국의 축구 선수이며 포지션은 풀백이다.

## 클럽 경력
2014 K리그 드래프트에 지원하였으나 지명받지 못하였다. 하지만 2014년 2월 강원 FC에 입단 테스트 끝에 합격하여 번외 지명 신분으로 프로 무대에 데뷔하게 되었다. 데뷔 시즌 리그 3경기 출전에 그친 채 1년 만에 팀을 떠났다.
2015 시즌을 앞두고 새 팀을 찾던 박대한은 충주 험멜 입단 테스트에서 낙방하였지만 이후 인천 유나이티드에서 다시 테스트를 보았고, 결국 합격 통보를 받고 입단에 성공했다. 인천에서의 첫 시즌, 리그 35경기에 나서며 주전 풀백으로 활약하였고 이어진 시즌에서도 리그 26경기에 출전하며 팀의 잔류에 기여하였다.
2017년 1월 전남 드래곤즈로 이적하였다.
2020시즌 여름 이적시장에서 K리그1의 인천 유나이티드로 임대 이적했다.
2021시즌을 앞두고 FC 안양으로 이적했다.
2022시즌을 앞두고 김포 FC로 이적했다.